# Romanische Glasfenster von St. Kunibert in Köln

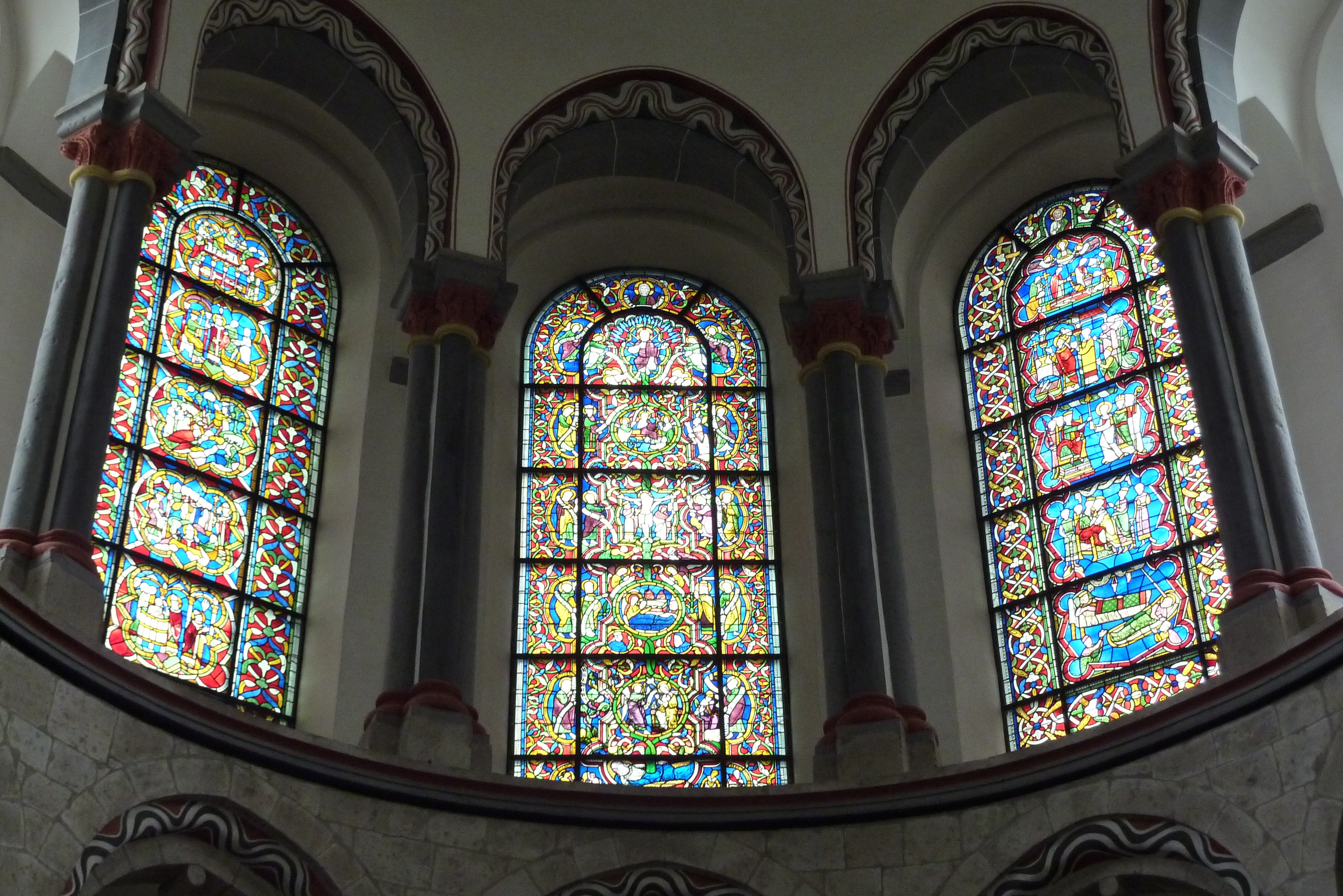
Zentrale obere Apsisfenster von St. Kunibert: Clemensfenster (links), Jessefenster (Mitte) und Kunibertfenster (rechts)

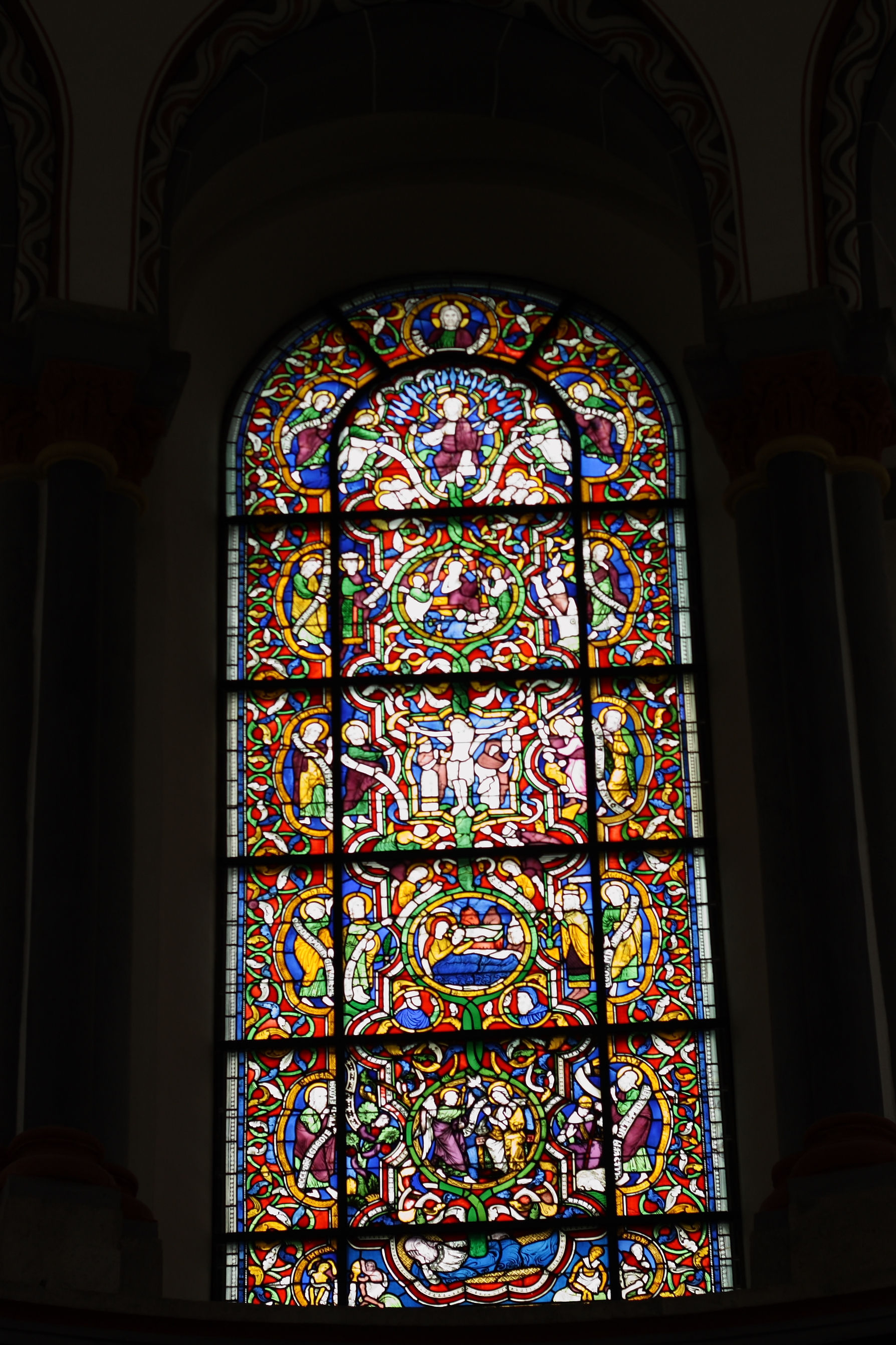
Darstellung der Wurzel Jesse

Die romanischen Glasfenster von St. Kunibert in Köln sind die ältesten Bleiglasfenster auf dem Kölner Stadtgebiet, die noch in situ (an Ort und Stelle) vorhanden sind. Sie entstanden in der Zeit von 1220/30, als die Altäre von St. Kunibert geweiht wurden.

## Geschichte
Als im 18. Jahrhundert in vielen Kirchen die alten bunten Fenster durch weiße Scheiben ersetzt wurden, um mehr Licht im Kirchenraum zu schaffen, blieben die Apsisfenster hinter dem neuen barocken Hochaltar erhalten, denn sie wurden dadurch verdeckt und störten somit nicht.
Reiche Bürger und Mitglieder des Stiftkapitels hatten, wie zu dieser Zeit üblich, die Fenster finanziert. Die Stifter werden ganz unten im Fenster dargestellt bzw. im Memorialbuch der Kirche genannt. Von dem überlieferten Teil des Fensterzyklus, bestehend aus acht erhaltenen Fenstern, befinden sich fünf Fenster in der Achse der Apsis: Das Clemens-, Jesse- und Kunibertfenster und darunter die beiden Fenster mit der Darstellung der hl. Cordula (links) und der hl. Ursula (rechts). Im nördlichen Querhaus befinden sich die Fenster der heiligen Cäcilia und Katharina, im südlichen Querhaus das Fenster mit der Darstellung von Johannes dem Täufer. Dieser spätromanische Zyklus gehört zu den bedeutendsten Glasmalereien des Rheinlandes.

## Jessefenster
Das mittlere obere Apsisfenster zeigt eine der häufigsten ikonografischen Darstellungen der Glasmalerei des Mittelalters: Die Wurzel Jesse. Aus dem ganz unten liegenden Leib Jesse – die Darstellungen der Glasfenster lesen sich von unten nach oben – sprießt der Stammbaum, der in Christus mündet, dargestellt durch die Verkündigung, die Geburt Christi, die Kreuzigung, die Auferstehung und die Himmelfahrt. Die Verästelungen links und rechts der zentralen Medaillons zeigen die Propheten und Vorbilder des Alten Testaments.

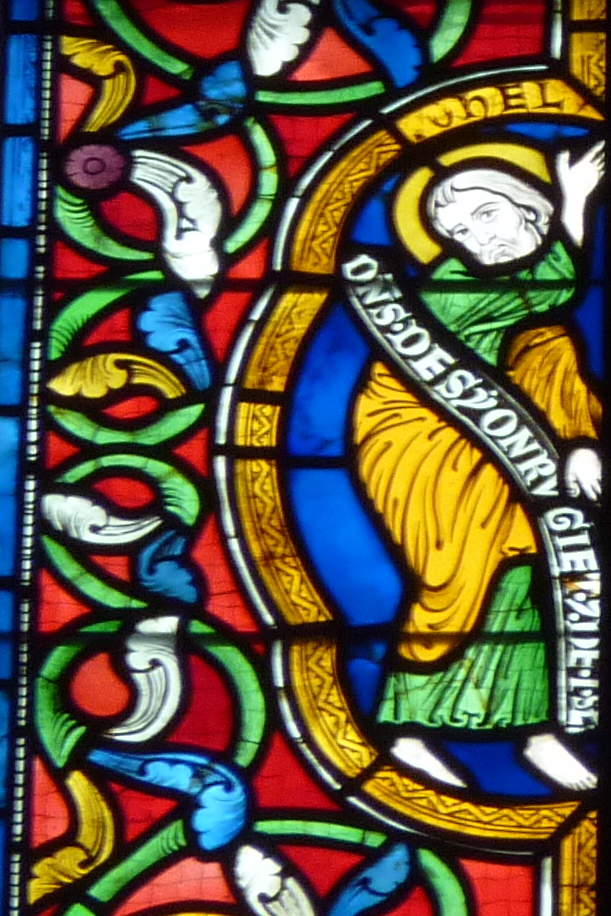
Prophet Joel
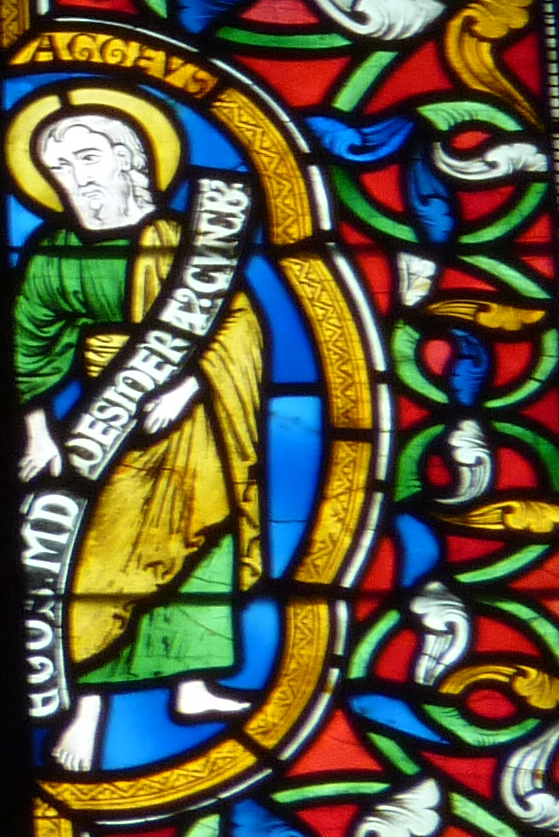
Prophet Haggai
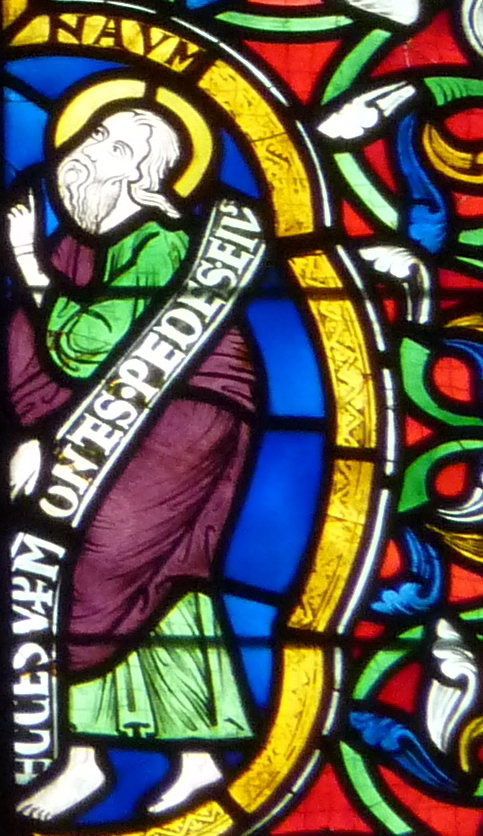
Prophet Nahum
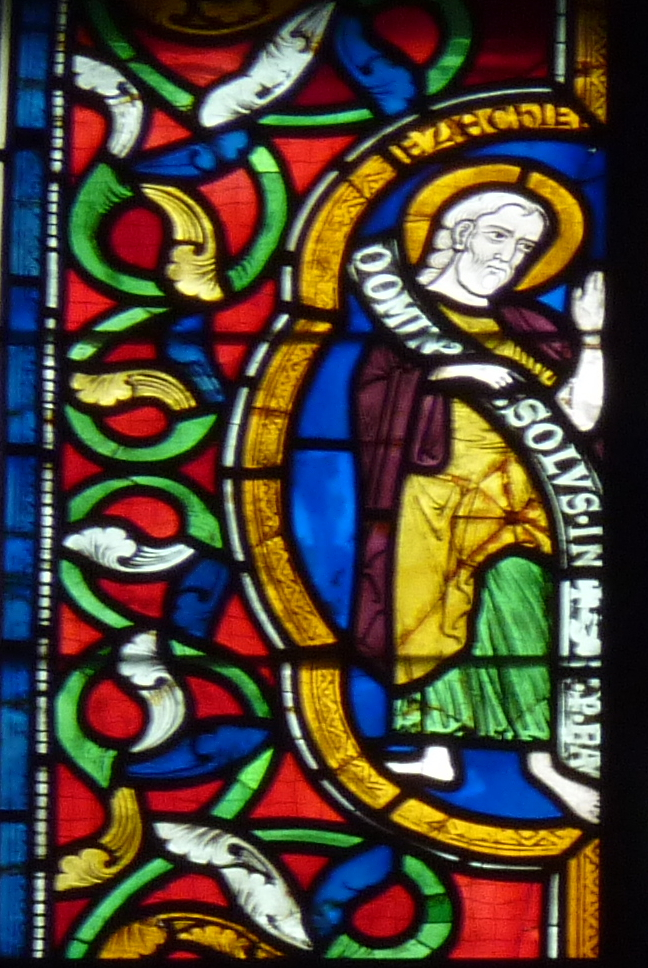
Prophet Ezechiel
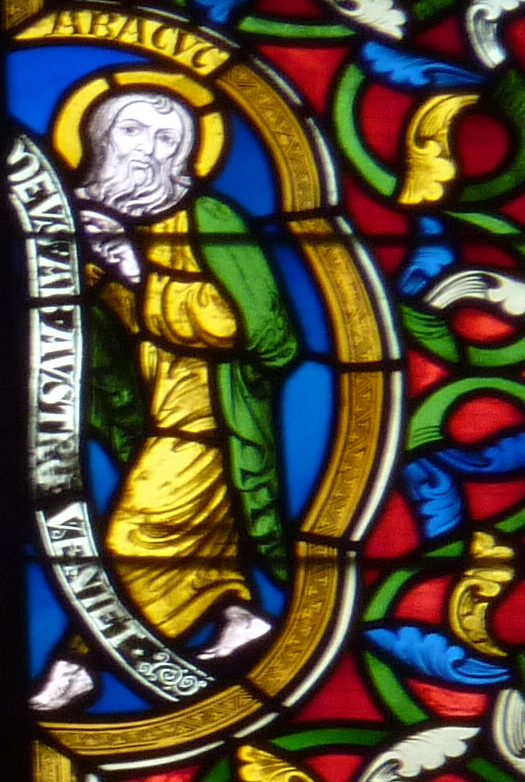
Prophet Obadja

## Clemensfenster

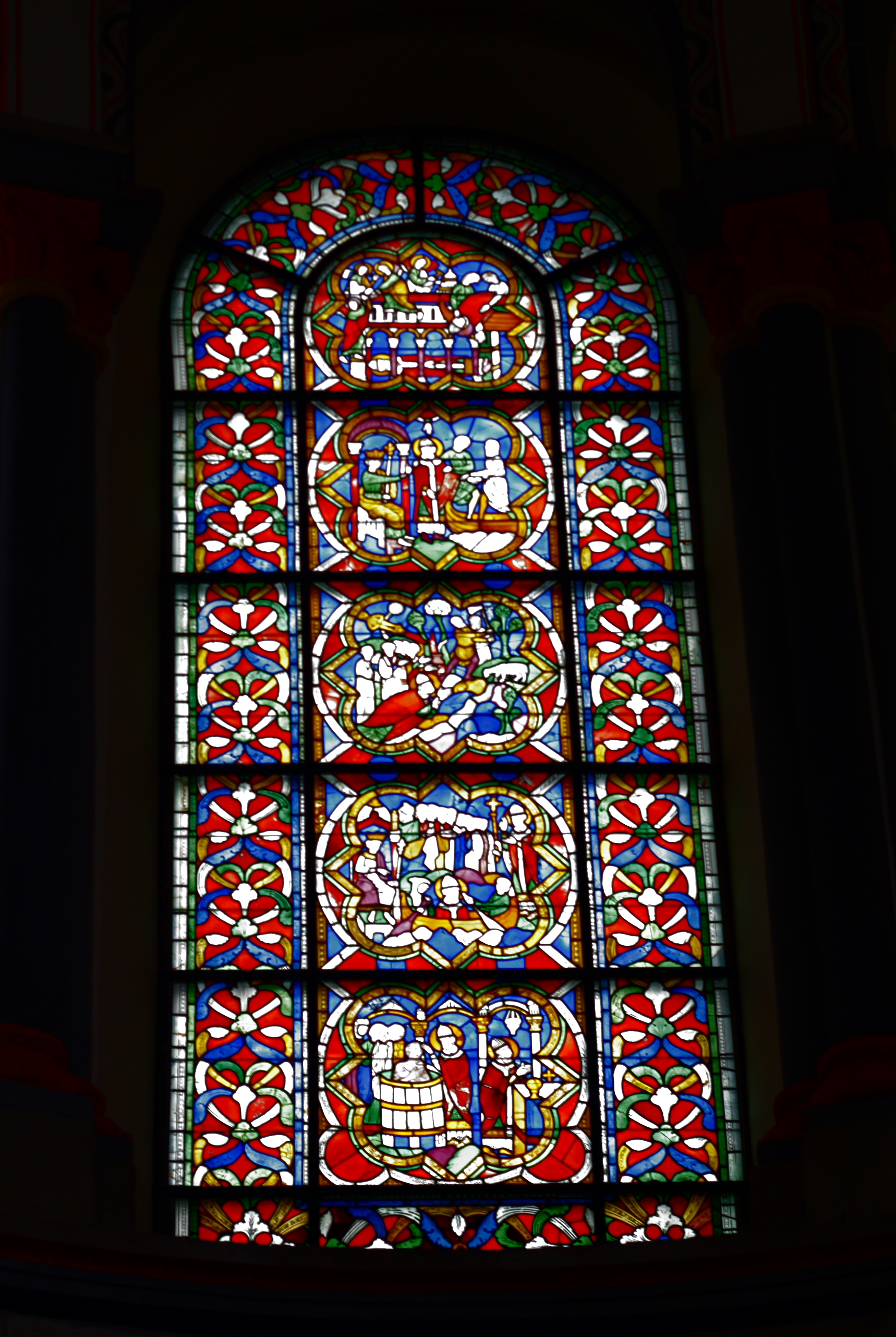
Legende des heiligen Clemens

Das linke obere Apsisfenster schildert die Legende des zweiten Kirchenpatrons, des heiligen Clemens. Das unterste Medaillon zeigt die Taufe von Clemens durch Petrus. Dabei steht Clemens auf der linken Bildhälfte in einem Bottich und in der rechten Bildhälfte liest er eine Messe. Die Felder darüber stellen das Martyrium des hl. Clemens dar: Verurteilung durch Trajan und Transport mit dem Schiff, Gebet Clemens’ und Christus erscheint in Gestalt eines Lammes, während gleichzeitig die Heiden ihre Götzenbilder umstürzen. Danach wird Clemens von Trajan zum Tode durch Ertränken verurteilt und man sieht darauf, wie er ins Meer geworfen wird. Auf demselben Medaillon wird sein Leichnam geborgen und eine Kirche für ihn errichtet.

## Kunibertfenster

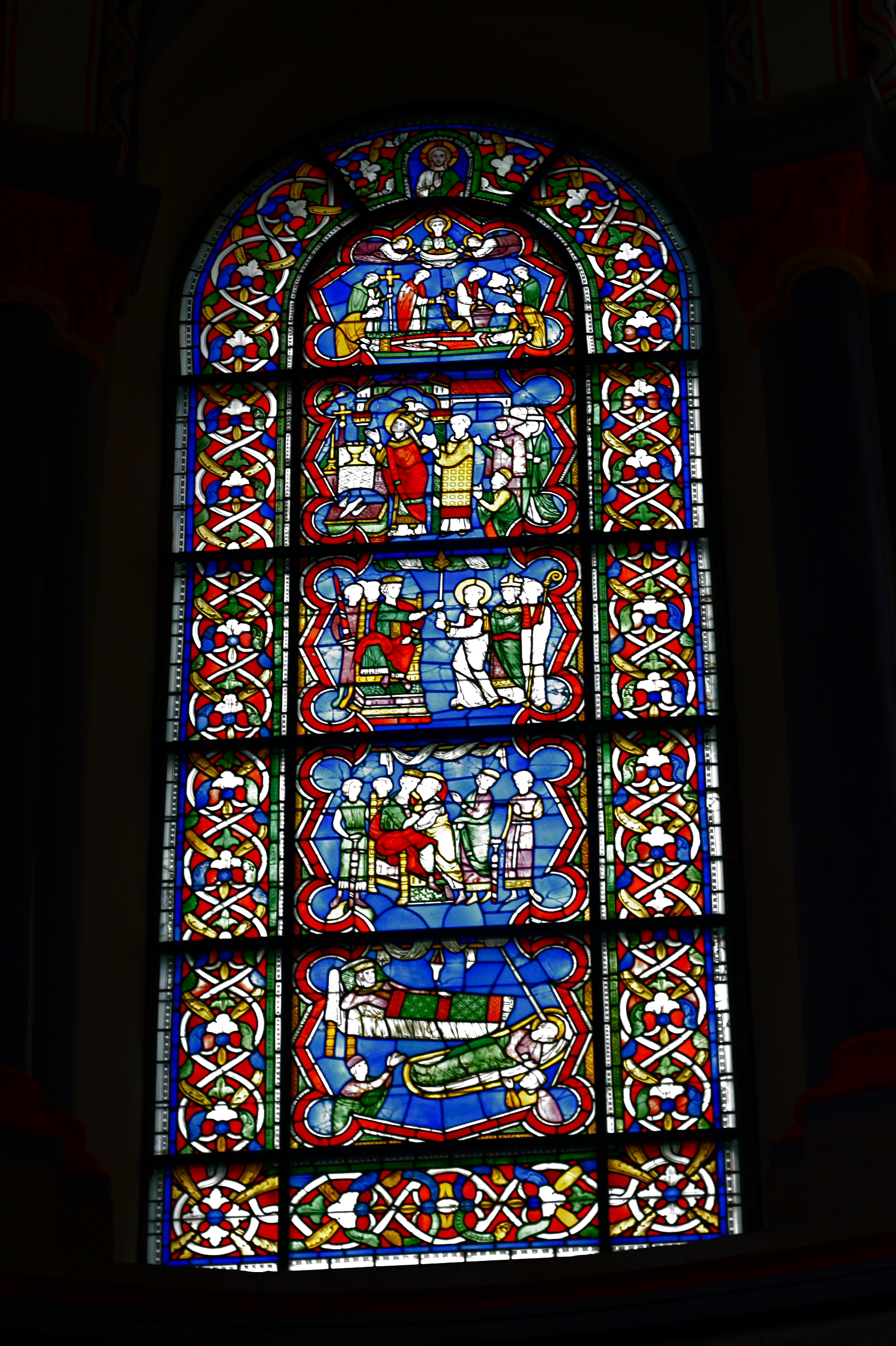
Legende des heiligen Kunibert

Das rechte obere Apsisfenster schildert die Legende des heiligen Kunibert von Köln. In fünf Szenen wird das Leben Kuniberts geschildert: Zu Füßen des Bettes von König Dagobert liegt Kunibert als Page. Hier werden zwei kleine Figuren gezeigt, das Stifterehepaar, die Fürbitte erflehen. Danach verabschiedet sich Kunibert von König und Hof. In der dritten Szene wird Kunibert vom König zum Bischof von Köln eingesetzt und darauf erscheint Kunibert eine weiße Taube, die ihm die Grabstelle der hl. Ursula von Köln weist. Das letzte Bild zeigt Kuniberts Tod und wie zwei Engel seine Seele in den Himmel tragen. Darüber befindet sich in dem ansonsten ornamentierten Rahmen ein Medaillon mit der Gestalt Christi.

## Heiligenfenster
In den unteren Apsisfenstern werden die Heiligen Cordula (links) und Ursula (rechts) dargestellt. Im nördlichen Querflügel die Heiligen Cäcilia (zurzeit wegen Restaurierung ausgebaut) und Katharina und im südlichen Querflügel Johannes der Täufer.

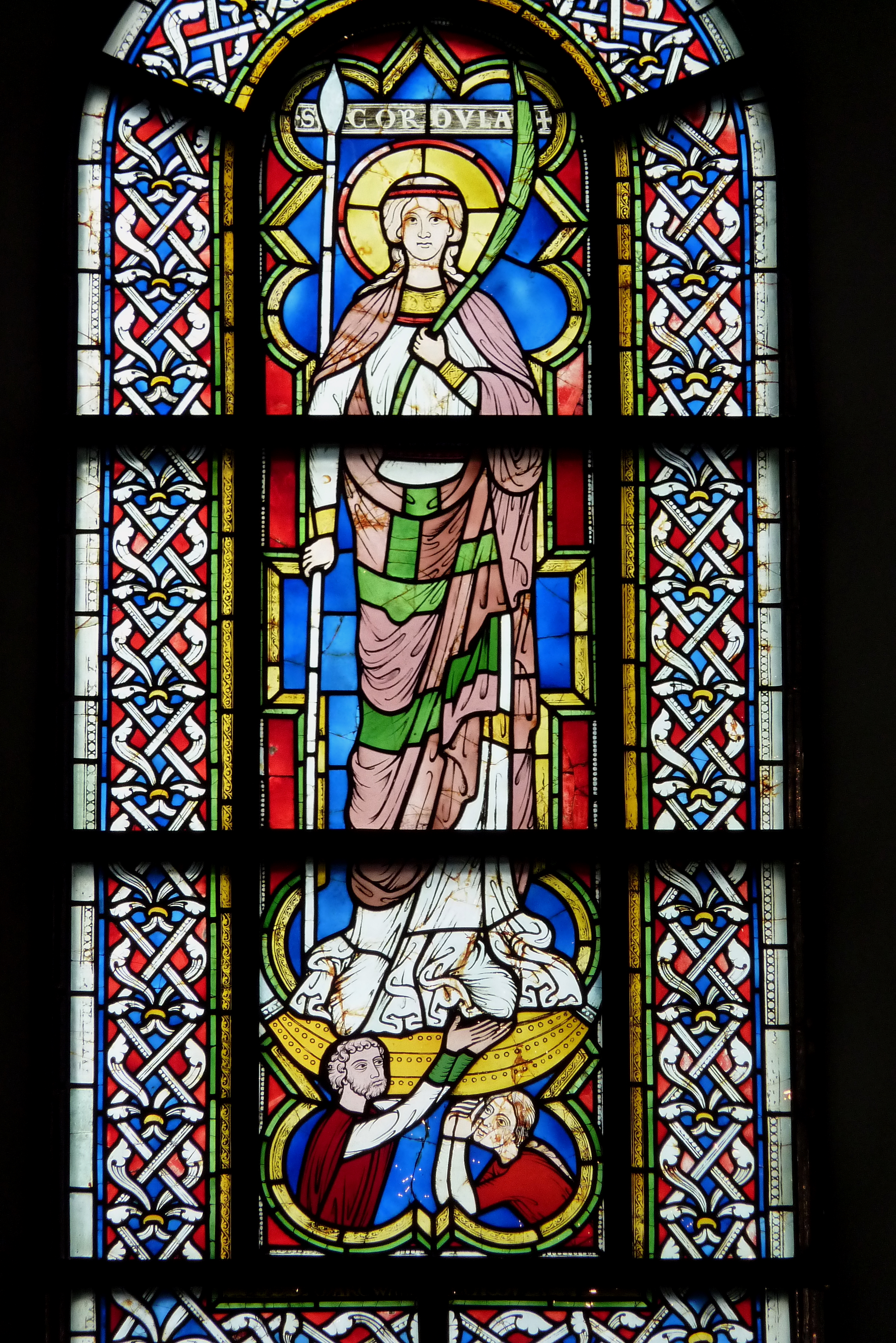
hl. Cordula mit einer Märtyrerpalme und einer Lanze, darunter Stifterfiguren
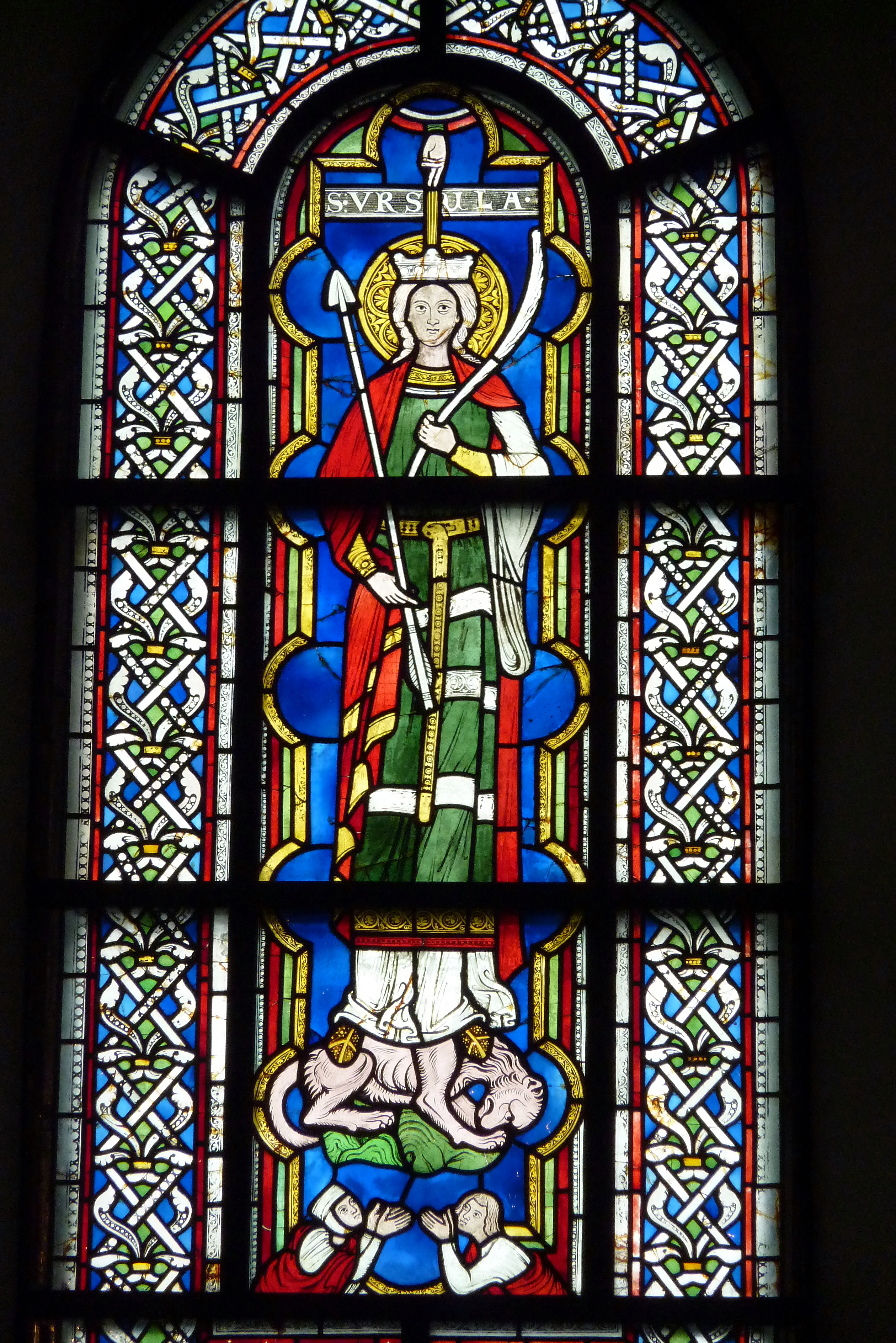
hl. Ursula mit einer Märtyrerpalme und einem Pfeil, darunter Stifterfiguren
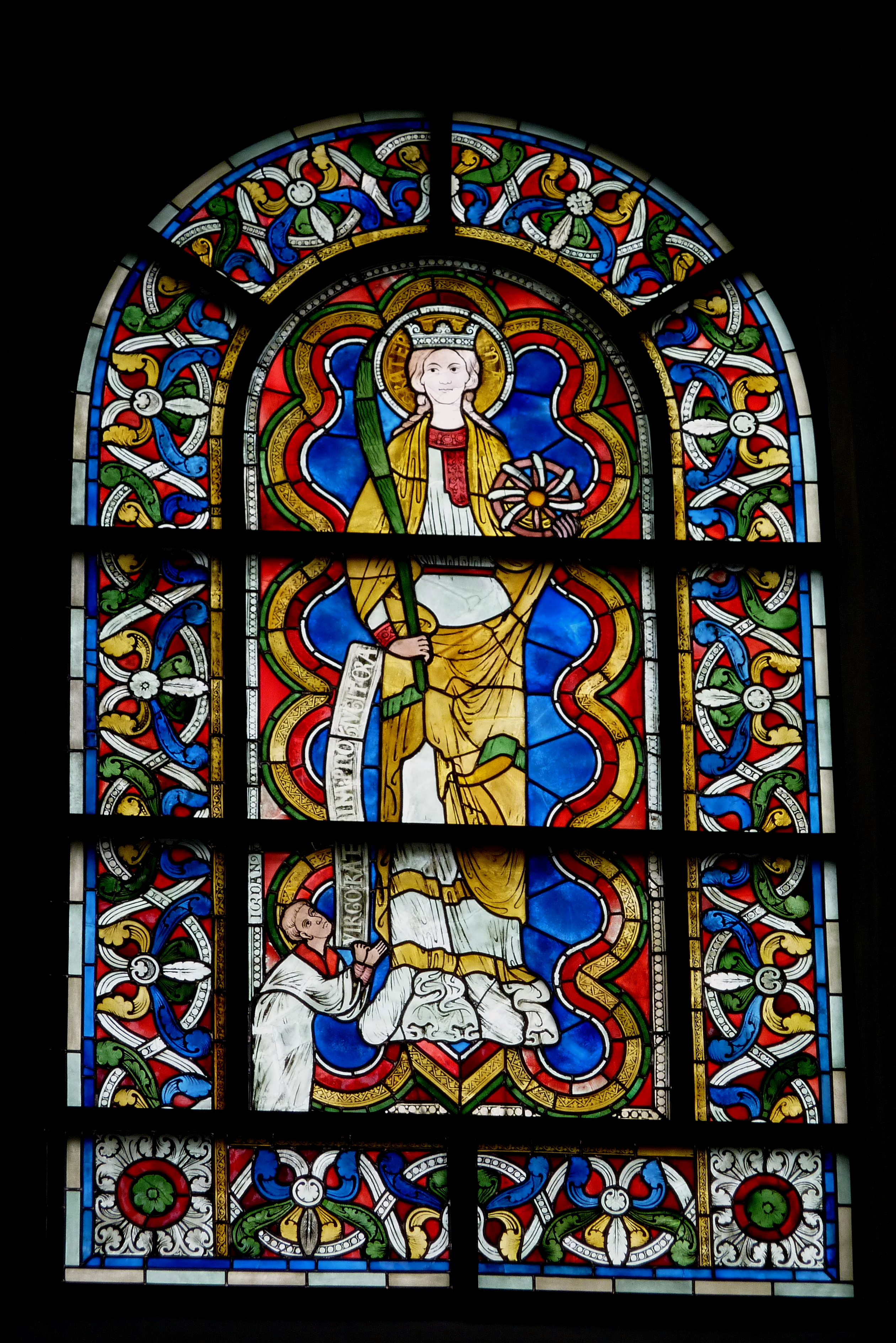
hl. Katharina mit einer Märtyrerpalme und einem Rad, darunter eine Stifterfigur
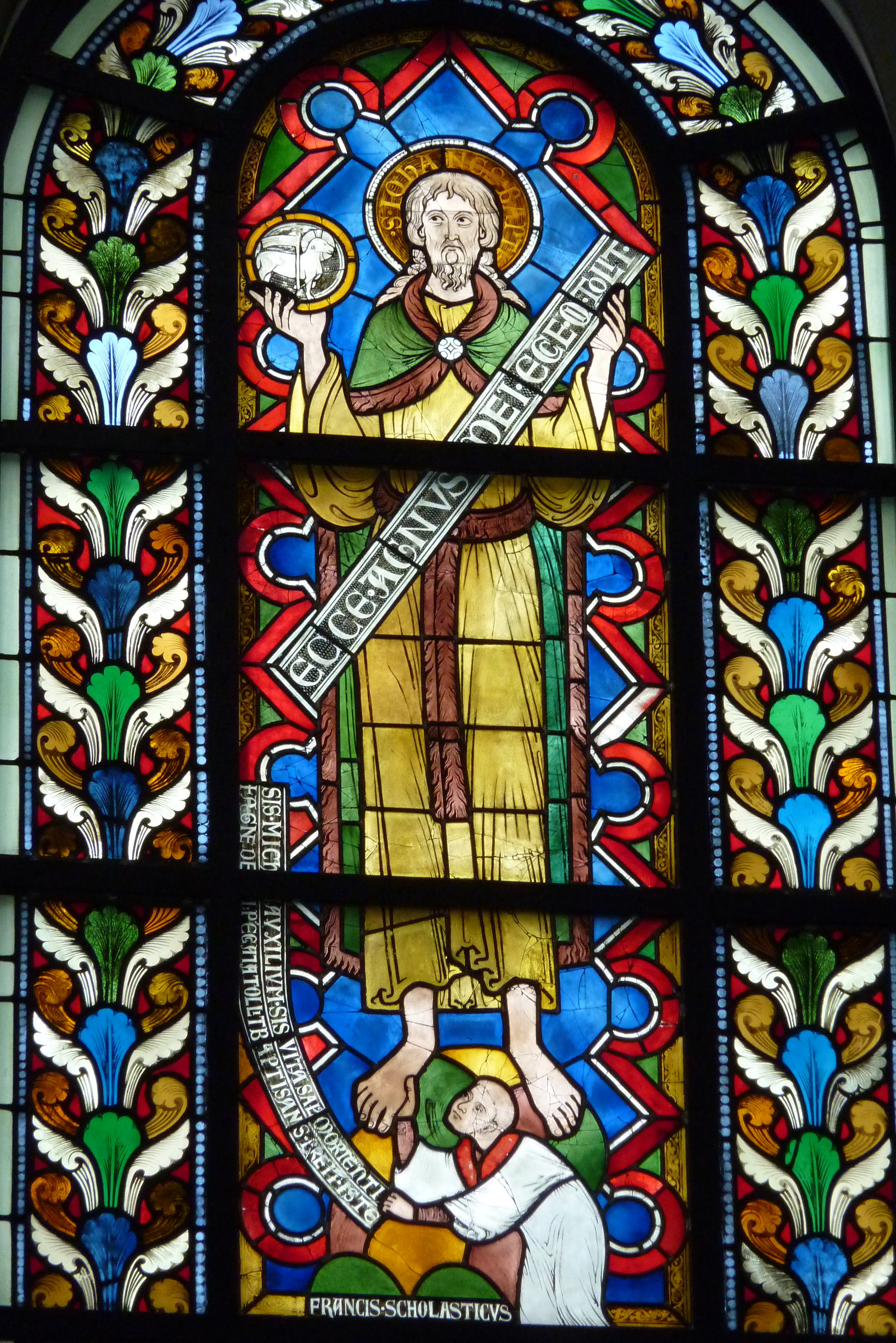
Johannes der Täufer mit dem Lamm Gottes, darunter eine Stifterfigur